# Oebarina ceresioides
Oebarina ceresioides là một loài bọ cánh cứng trong họ Cerambycidae.